# Anolis pogus
Espèce
Synonymes
- Anolis wattsi pogus Lazell, 1972
- Ctenonotus pogus (Lazell, 1972)

Statut de conservation UICN

 VU D2 : Vulnérable

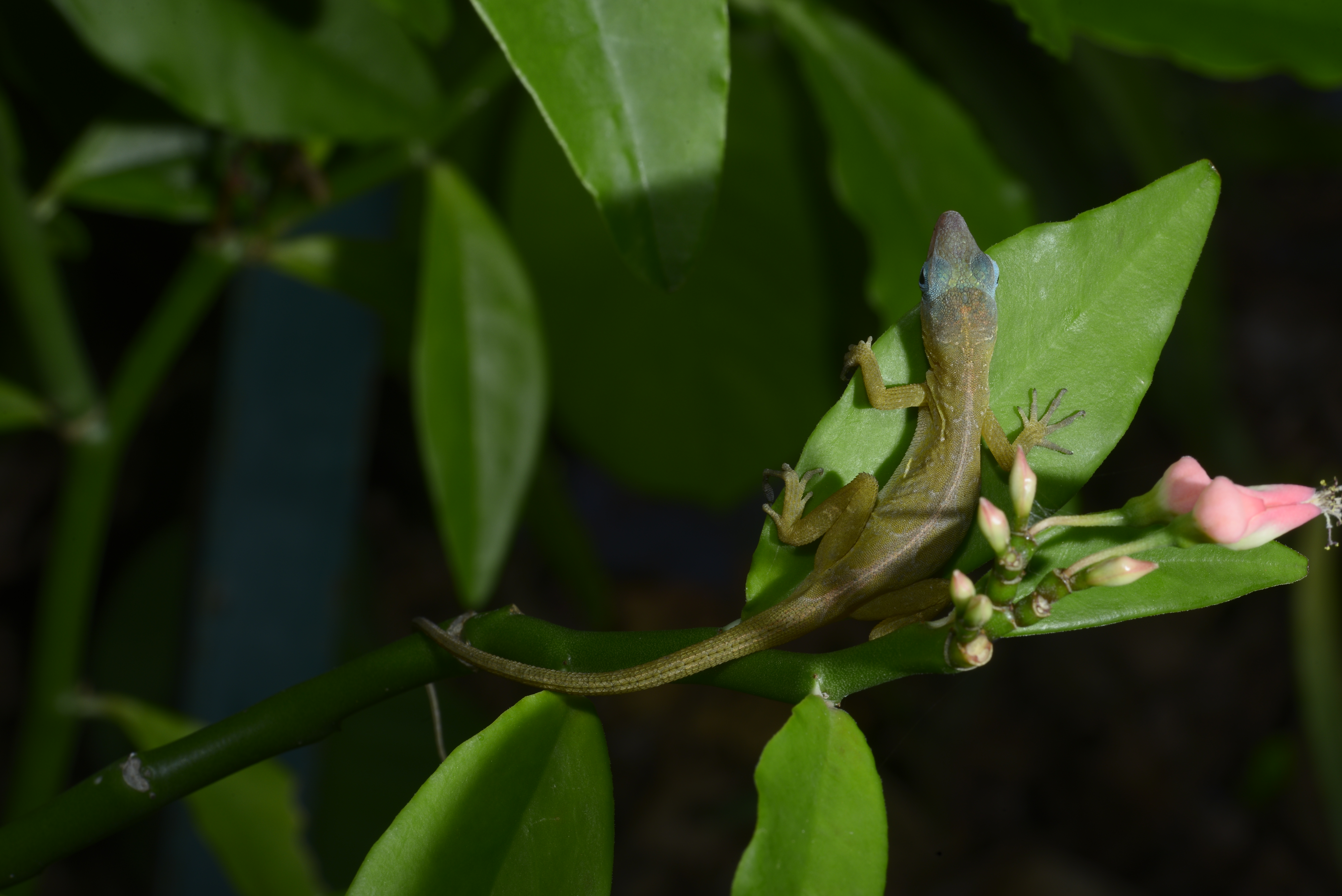
Anolis de Saint-Martin

Anolis pogus est une espèce de sauriens de la famille des Dactyloidae.

## Répartition
Cette espèce est endémique de l'île de Saint-Martin dans les Petites Antilles.
Sa présence à Saint-Barthélemy et à Anguilla est incertaine.

## Description
Cette espèce mesure, queue non comprise, jusqu'à 50 mm pour les mâles et jusqu'à 42 mm pour les femelles.

## Taxinomie
Cette espèce a été décrite à l'origine comme une sous-espèce d'Anolis wattsi, elle a été élevée au rang d'espèce par Burnell et Hedges en 1990.

## Publication originale
- Lazell, 1972 : The anoles (Sauria: Iguanidae) of the lesser Antilles. Bulletin of The Museum of Comparative Zoology, vol. 143, no 1, p. 1-115 (texte intégral).